# Uniting Nations
Uniting Nations – zespół muzyczny, założony w 2004 w Wielkiej Brytanii przez Paula Keenana i Daza Sampsona.
W 2005 wydali covery utworów Hall & Oates „Out of Touch” i Chaza Jankela „Ai no corrida”, które stały się przebojami. Oba single znalazły się na ich albumie studyjnym pt. One World.

## Dyskografia
Albumy
- One World (2005)

Single
- Out of Touch (2005)
- You & Me (2005)
- Ai No Corrida (2005)
- Music in Me (2006)
- Do It Yourself (Go Out And Get It) (2007)
- Pressure Us (2008)
- The Killer (2010)
- This Love (2020)